# Damanhur (Lebensgemeinschaft)
Die Lebensgemeinschaft Damanhur, oft kurz „Damanhur“ genannt, ist eine Kommune, gleichzeitig Ökodorf und auch spirituelle Gemeinschaft im Piemont in Norditalien, etwa 50 km nördlich von Turin. Das Ökodorf liegt in den Vorbergen der Alpen im Tal der Valchiusella, angrenzend an den Nationalpark Gran Paradiso. Die Gemeinschaft hat ihre eigene Verfassung und ihre eigene Währung, den Credito.
Der Name Damanhur kommt von der ägyptischen Stadt Damanhur (Demi-enHur = Horusstadt), in welcher sich ein Tempel befand, der dem Horus geweiht war.
Die Gemeinschaft wurde 1975 von Oberto Airaudi mit ungefähr 24 Anhängern gegründet und ist bis zum Jahr 2001 auf 700 Personen angewachsen. Die Bewohner sind Anhänger des New Age, teilweise auch neuheidnisch. Als das Vorhandensein eines großen, unterirdisch gegrabenen Tempels (Templi dell’Umanità) veröffentlicht wurde, wurde Damanhur einer größeren Öffentlichkeit bekannt. Der unterirdische Bau war 1978 unter kompletter Geheimhaltung begonnen worden. Die italienischen Behörden stoppten zunächst die Bautätigkeit, weil sie ohne Genehmigung begonnen worden war, jedoch konnte die Arbeit an Kunstwerken im Tempel weitergehen. Später wurde das Bauen nach und nach wieder erlaubt.
Die Unterstützer von Damanhur sagen, dass von Wachstum und Aktivität der Gemeinschaft auch eine belebende Wirkung auf die umliegende Gegend ausgehe. Die Gemeinschaft von Damanhur hat Zentren in Europa, Nord- und Südamerika und Japan. 1994 wurde das Berliner Zentrum eröffnet.

## Das Leben in Damanhur

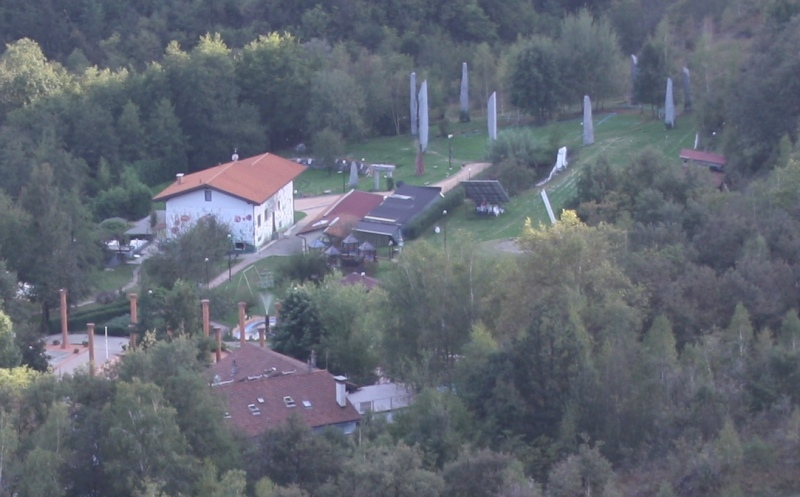
Damanhur

Am Anfang wurden zunächst drei Abteilungen aufgebaut: die Schule der Meditation (rituelle Tradition), Soziales (soziale Theorie, soziale Realisierung), und das Spiel des Lebens (für Experimentieren und für Dynamisches, Leben als Spiel, Veränderung). Eine vierte Abteilung wurde erst kürzlich hinzugefügt: Tecnarcato (individuelle innere Verfeinerung).
Mitglieder der Gemeinschaft können sich – je nach Engagement einer von vier Stufen einordnen:
Gemeinschaftsmitglieder der Stufe A teilen alle Ressourcen und leben dauernd auf dem Gelände. Gemeinschaftsmitglieder der Stufe B tragen finanziell bei und leben mindestens drei Tage in der Woche dort. Gemeinschaftsmitglieder der Stufe C und D leben außerhalb.
Gemeinschaftsmitglieder der Stufe C nehmen in vollem Umfang an der Schule der Meditation teil.
Des Weiteren können sich die Bewohner entsprechend ihrer persönlichen Natur verschiedenen Wegen zuordnen, wie dem Weg des Ritters (Freiwilligendienste), dem Weg der Kunst und integrierte Technologien bzw. des Wortes, dem Weg des Orakels (Ritualität, Musik, Tanz), dem Weg der Gesundheit (ökologisches Leben) oder dem Weg der Mönche (Leben allein) und der esoterischen Paare (Leben zu zweit). Die meisten leben in Wohngemeinschaften; diese Wohngemeinschaften zusammen bilden die Gemeinschaft von Damanhur.

## Kritik
Von Außenstehenden und Aussteigern wird die hierarchisch strukturierte Gemeinschaft von Damanhur oft als Sekte gesehen. 
Laut der Präsidentin der italienischen Nationalen Überwachung über psychische Misshandlung, Patrizia Santovecchi, erfüllt die Gemeinschaft der Damanhur Merkmale, die typisch für eine Psycho-Sekte sind. Darunter die mangelnde Fähigkeit, sich frei zu entfalten, ohne Erpressung zu leben, Manipulation durch Gruppenzwang, die Unmöglichkeit der Kritik und der Forderung eines totalen Gehorsams, der Abschied von der Familie, die komplette Entpersönlichung des Einzelnen, die Beraubung jeder Entscheidungsfähigkeit und die Pflicht, den Meister zu fragen, was getan werden muss.
Einige ehemalige Anhänger berichten von angeblichen geistigen und körperlichen Misshandlungen, die sie im Laufe der Jahre erlitten haben sollen.